# Rudolf Stampfuß
Rudolf Stampfuß (* 3. November 1904 in Hamborn; † 18. Dezember 1978 in Dinslaken) war ein deutscher Prähistoriker.

## Leben
Stampfuß legte 1923 das Abitur ab und studierte in Berlin Prähistorische Archäologie bei Gustaf Kossinna. Ferner belegte er Klassische Archäologie, Geologie und Geographie. Am 14. Juli 1927 wurde Stampfuß an der Naturwissenschaftlichen Fakultät der Eberhard Karls Universität Tübingen mit der Arbeit „Die jungneolithischen Kulturen in Westdeutschland“ promoviert.
1920 wurde Stampfuß Mitglied der Kölner Anthropologischen Gesellschaft und baute einen engen Kontakt zu deren Vorsitzendem Carl Rademacher auf, der auch das Museum für Vor- und Frühgeschichte (Köln) leitete.
Noch als 17-jähriger Schüler gründete Stampfuß im November 1921 gemeinsam mit Mitschülern und Lehrern die Gesellschaft für Niederrheinische Vorgeschichtsforschung in Hamborn. Die Gesellschaft schenkte der damals eigenständigen Stadt Hamborn 1928 ihre umfangreiche Sammlung vorgeschichtlicher Objekte, welche größtenteils aus Grabungen der Gesellschaft stammten, unter anderem mit der Bedingung, dass das 1925 eingerichtete städtische Heimatmuseum von einem Fachprähistoriker geleitet würde. Noch im selben Jahr wurde Stampfuß Direktor des städtischen Heimatmuseums, zunächst mit einem befristeten Anstellungsvertrag. Er war der erste Fachprähistoriker des Rheinlands, mit dem die Stelle eines Museumsleiters besetzt wurde. Das Fach war damals noch sehr jung und Stampfuß wurde, beginnend mit Schikanen im Hochschulbereich, von Anfang an mit Anfeindungen von Berufskollegen aus dem etablierten klassischen Fach konfrontiert. Wissenschaftlich beschäftigte sich Stampfuß zeit seines Lebens mit der Archäologie und Landeskunde des Niederrheins.
Stampfuß forderte schon vor 1933 zusammen mit dem damaligen Kölner Hochschullehrer Herbert Kühn vom Bonner Provinzialmuseum, dem seit dem preußischen Ausgrabungsgesetz von 1914 eine Monopolstellung zukam, seine Forschungsarbeit vermehrt den nichtrömischen Epochen zuzuwenden. Hierfür seien Prähistoriker einzustellen. Im Gegensatz dazu war das Bonner Provinzialmuseum jedoch noch fest in der Hand von klassischen Archäologen, die dem neuen Berufsbild des Prähistorikers noch kein Existenzrecht zubilligen wollten. Für sie standen die Überreste der Römerzeit noch ganz im Zentrum des Interesses.
Als einer der jüngsten Schüler von Gustaf Kossinna erbte Stampfuß nach Kossinnas Tod 1931 dessen Nachlass. In einer Veröffentlichung würdigte er 1935 seinen Lehrer und dessen wissenschaftliches Werk.
1930 wurde die von ihm mitgegründete Archäologische Gesellschaft umbenannt in Gesellschaft für Niederrheinische Heimatforschung, um sie auf eine breitere Basis zu stellen. Die Städte Duisburg und Hamborn hatten sich 1929 zur neuen Großstadt Duisburg-Hamborn vereinigt. Stampfuß übernahm 1931 auch die Leitung des Duisburger Averdunk-Museums. Die archäologischen Sammlungen der Gesamtstadt wurden unter seiner Leitung in Hamborn zusammengeführt und die Gesellschaft übertrug ihre Schenkung 1931 auf die Stadt Duisburg-Hamborn. Die drei Duisburg-Hamborner Heimatvereine Averdunkgesellschaft, Verein für Heimatkunde und „seine“ archäologische Gesellschaft bildeten 1929 in der neuen Stadt eine Arbeitsgemeinschaft, deren Geschäftsführer Stampfuß wurde. Deren Arbeit blieb weitgehend erfolglos und auch seine Bemühungen seit Anfang der 1930er Jahre, das Hamborner Museum zu einer zentralen Stelle für Vorgeschichtsforschung am unteren Niederrhein zu machen, waren nicht von durchschlagendem Erfolg gekrönt. Der Anspruch kam auch im Namen des Museums (zunächst Niederrheinisches Heimatmuseum, dann Niederrheinisches Museum) zum Ausdruck. Auch wenn der institutionell abgesicherte Ausbau auf dieses Ziel hin nicht gelang, brachte das Museum doch beachtliche Bestände, die vor allem auch im Schwerpunktbereich der vorgeschichtlichen Sammlungen sehr bedeutend waren, zusammen und hat Überragendes für die Vor- und Frühgeschichtsforschung in der Region geleistet. Vieles davon war der persönlichen Initiative und Aktivität von Stampfuß zu verdanken, der noch nach seiner Pensionierung im Duisburger Museum ein Arbeitszimmer besaß.
1932 schloss Stampfuß sich dem Kampfbund für deutsche Kultur an. Im Mai 1933 trat er der NSDAP bei.
Sehr wahrscheinlich wurde Stampfuß erst etwa 1935 beamteter Museumsleiter in Duisburg-Hamborn (in diesem Jahr änderte die Gesamtstadt ihren Namen in Duisburg). Im gleichen Jahr erhielt Stampfuß einen Lehrauftrag an der Hochschule für Lehrerbildung Dortmund und leitete das Duisburger Museum noch ehrenamtlich weiter, bis er 1938 zum Professor ernannt wurde. Im selben Jahr trat er aus dem von Hans Reinerth geleiteten Reichsbund für Deutsche Vorgeschichte aus und legte seine Ämter in dieser Vereinigung nieder. Als Hintergrund dieses Schrittes wird genannt, dass er der bestehenden Konfliktlage zwischen Prähistorikern des Amts Rosenberg und der SS-Organisation Ahnenerbe ausweichen wollte.
Im Zweiten Weltkrieg wurde Stampfuß 1940 für den Einsatzstab Reichsleiter Rosenberg, ERR, tätig. In dieser Funktion war er von September 1940 bis November 1941 zur „Materialaufnahme“ in Frankreich und Belgien sowie zu Ausgrabungen in Griechenland. 1941 habilitierte sich Stampfuß an der Berliner Friedrich-Wilhelms-Universität im Fach Ur- und Frühgeschichte mit der Schrift „Das Hügelgräberfeld Kalbeck, Kreis Kleve“. Von Dezember 1941 bis Oktober 1943 wurde er vom Reichsministerium für die besetzten Ostgebiete, Einsatzstab Reichsleiter Rosenberg, zur sogenannten Sicherung, d. h. mit dem Raub von vor- und frühgeschichtlichen Funden in den besetzten Ostgebieten eingesetzt. In der Arbeitsanweisung des Beauftragten für Vor- und Frühgeschichte (Reichsamtsleiter Hans Reinerth) im Reichsministerium vom 6. Dezember 1941 wird er als Beauftragter für Vor- und Frühgeschichte im Reichskommissariat Ukraine bezeichnet. Andere Quellen nennen ihn „Leiter des Sonderstabes Vorgeschichte (des ERR) in der Ukraine“.
Anschließend sichtete Stampfuß die nach Schloß Höchstädt verbrachten archäologischen Raubgüter in einem sog. „Institut für Ostforschung“, bis zur Ankunft der US-Truppen. Möglicherweise war er noch zu dieser Zeit Reinerth unterstellt. Reinerth war Leiter des Reichsamts für Vorgeschichte im Amt Rosenberg, bis dieses am 26. Januar 1943 als nicht kriegswichtiges Amt aufgelöst wurde. Eine Ausweichstelle in Salem wurde genehmigt.
Stampfuß war wegen einer alten gesundheitlichen Schädigung höchstwahrscheinlich nicht wehrdienstfähig. Seine Einsätze in den besetzten Gebieten hätte er demnach nicht als Soldat abgeleistet. Über seine fachliche Arbeit im Osten konnte er nur noch wenig publizieren. An dem Raub von Museumsgut und der Evakuierung ukrainischer Mitarbeiter beim deutschen Rückzug war er beteiligt.
Nach Kriegsende wurde Stampfuß am 13. Juni 1945 in Hahnenklee von der britischen Besatzungsmacht verhaftet und interniert. Seine Entlassung aus dem Internierungslager Neuengamme erfolgte am 13. Oktober 1947.
Stampfuß verlor in der Folge der Internierung die Lehrtätigkeit an der Pädagogischen Akademie Dortmund, blieb bis 1962 Beamter zur Wiederverwendung und musste sich Erwerbstätigkeiten außerhalb des öffentlichen Dienstes suchen. Unter anderem arbeitete er in einem Bergwerk in Hamborn unter Tage und in der Personalverwaltung der Bergwerksgesellschaft Walsum.
Ab 1962 bis zu seiner Pensionierung 1969 war er als rheinischer Museumspfleger und Leiter des rheinischen Museumsamts tätig. Dort erwarb er sich Ansehen und rief Schulungen für Museumsleiter ins Leben, die sogar von der UNESCO in ihr Programm aufgenommen wurden.
Die von ihm 1921 gegründete Gesellschaft hatte sich 1938 durch eigenen Beschluss selbst aufgelöst, nachdem ihre Tätigkeit bereits 1935 praktisch ganz zum Erliegen gekommen war. Am 8. November 1955 wurde sie als Niederrheinische Gesellschaft für Heimatpflege in Duisburg-Hamborn wiedergegründet und später in Niederrheinische Gesellschaft für Vor- und Frühgeschichtsforschung Duisburg umbenannt. Unter diesem Namen besteht sie bis heute.
In Dinslaken leitete Stampfuß ab 1955 das „Haus der Heimat“, das er im Auftrag der Bergwerksgesellschaft Walsum im nach Kriegszerstörungen wiederhergestellten, an der alten Stadtmauer gelegenen Rittersitz Voswinckelshof aufbaute. Hier richtete Stampfuß die erste Museumsschule ein, unterrichtete dort Lehrkräfte auf heimatkundlichem und heimatpflegerischem Gebiet und nahm seine archäologische Arbeit am unteren Niederrhein wieder auf, die er auch nach seiner Pensionierung noch lange Zeit mit unvermindertem persönlichen Engagement ehrenamtlich fortsetzte.
In seiner gesamten Laufbahn hat er einen Großteil seines Wirkens für Heimatkunde und Heimatpflege einschließlich seiner archäologischen Arbeit ehrenamtlich geleistet. Ähnlich wie Albert Steeger am linken Niederrhein und Ernst Kahrs in Essen war er in der Lage, Menschen zu begeistern und ehrenamtliche Helfer zu motivieren.
Seine Tätigkeit erstreckte sich auch immer wieder über das rein prähistorische Fachgebiet hinaus auf andere Bereiche, wie seine Publikationen und auch seine Museumsarbeit zeigen.
Das von ihm als Koautor mitverantwortete Buch zur Dinslakener Stadtgeschichte, erschienen zur 700-Jahr-Feier der Stadt 1973, wurde in der zweiten Jahreshälfte 1974 wegen mangelhafter Aufarbeitung der Dinslakener Judenverfolgung während des Dritten Reichs kritisiert.

## Publikationen (Auswahl)
- Gustaf Kossinna, ein Leben für die deutsche Vorgeschichte. Kabitzsch, Leipzig, 1935. Wurde in der DDR auf die Liste der auszusondernden Literatur gesetzt.[9]
- Karten zur Vorgeschichte. Leipzig 1936–1938.
- Die grossgermanische Zeit. Leipzig 1938.
- Der spätfränkische Sippenfriedhof von Walsum. Kabitzsch, Leipzig 1939.
- Das Hügelgräberfeld Rheinberg Kreis Mörs. Kabitzsch, Leipzig 1939.
- Walsum – Vom Dorf zur Industriegemeinde. Walsum 1955.
- Siedlungsfunde der jüngeren Bronze- und älteren Eisenzeit im westlichen Ruhrgebiet (=  Quellenschriften zur westdeutschen Vor- und Frühgeschichte. Bd. 7). Habelt, Bonn 1959.
- Geschichte der Stadt Dinslaken. Dinslaken 1973.

Stampfuß war Herausgeber der Quellenschriften zur westdeutschen Vor- und Frühgeschichte.